# Костина, Ольга Николаевна
Ольга Никола́евна Ко́стина (дев. Чистенко́ва; род. 27 августа 1970, Москва, СССР) — российский общественный деятель, журналист и правозащитник, политконсультант, специалист по связям с общественностью. Председатель правления общественной организации «Сопротивление», член Общественной палаты Российской Федерации (2008—2017).
Являлась одним из главных свидетелей обвинения по делам Пичугина и Невзлина.

## Биография

### Журналистика
Родилась 27 августа 1970 года в Москве, выросла в районе Выхина. Её отец, Николай Чистенков, работал в Первом московском медицинском институте имени Сеченова, в 1990-х годах начал помогать дочери в качестве администратора в фирме «Бюро общественных связей „Союз“». Мать, Галина Чистенкова, возглавляла жилищно-строительный кооператив.
С 1987 года работала в журнале «Студенческий меридиан» и параллельно училась на вечернем отделении факультета журналистики МГУ; бросила учёбу на 4-м курсе. В 1989 году журнал делегировал её в подготовительный комитет Всесоюзного студенческого форума, где она отвечала за освещение форума в прессе и взаимодействие с его организаторами. Её статьи публиковали «Комсомольская правда», «Правда», «Учительская газета» и другие издания; как вспоминала сама Ольга, во время форума она встречалась с «Горбачёвым, Лучинским, Дзасоховым, Ягодиным и прочими крупными деятелями умиравшей КПСС». В «Студенческом меридиане» Чистенкова прошла путь от сотрудника отдела писем до заместителя главного редактора; по словам руководителя издания Юрия Ростовцева, она оставила заметный след в истории журнала В конце 1980-х годов Чистенкова активно занималась общественной деятельностью, считалась одним из лидеров московского студенческого движения. В 1991 году ушла из «Студенческого меридиана» из-за нежелания продолжать журналистскую деятельность.

### Связи с общественностью
Во время работы в «Студенческом меридиане» у неё сложились хорошие отношения с министром образования СССР Геннадием Ягодиным; после увольнения из журнала Чистенкова помогала уже бывшему министру в организации Международного университета в Москве. Ягодин познакомил Чистенкову с Леонидом Невзлиным, который в то время был директором по связям банка «Менатеп» и возглавлял ассоциацию «Российский союз инвесторов».
В 1992 году Чистенкова начала заниматься связями с общественностью в качестве пресс-секретаря Российского союза инвесторов. В 1994 году по приглашению Невзлина перешла в промышленно-финансовое объединение «Менатеп»; в компании работала советником по общественным связям председателя совета директоров Михаила Ходорковского и заместителем начальника аналитического управления; участвовала в разработке для банка «Менатеп» PR-концепции «Частный банк с государственным менталитетом». Во время работы в «Менатепе» познакомилась с будущим мужем Константином Костиным, который занимался рекламой в дочерней структуре компании — агентстве «Метапресс». Уволилась из «Менатепа» в 1995 году. По воспоминаниям её бывшего руководителя Алексея Кондаурова, Костина ушла, так как не справлялась со своими обязанностями: «я долго пытался объяснить ей, что надо учиться, нужно делать реальные дела, а не скользить по верхам и заниматься примитивом. Но она не слушала и очень скоро ушла — и года не продержалась». Сама Костина в 1998—2003 годах говорила, что ушла из «Менатепа», так как политика интересовала её больше, чем бизнес, и она не видела перспектив работы в компании; позднее стала утверждать, что была вынуждена уволиться из-за конфликта с Леонидом Невзлиным.
В 1995 году Ольга Костина возглавила ТОО «Бюро общественных связей „Союз“» (БОС «Союз»), которое она ранее учредила вместе с мужем Константином. БОС «Союз» занималось организацией массовых пиар-кампаний, являлось одним из крупнейших рекламных агентств России; его клиентами были крупные коммерческие и государственные структуры.
В 1996 году Костина разработала программу «Москва — город-государство», которую ей удалось передать мэру Москвы Юрию Лужкову. По словам Костиной, программа была «очень выигрышная в первую очередь для мэра Москвы, причём прежде всего в политическом плане, поскольку, осуществись она, Юрий Лужков становился бы координатором всех межрегиональных связей, ведь узлы этих связей завязываются в Москве». В том же году Лужков сделал Костину своим внештатным советником по связям с общественностью; сотрудники компании БОС «Союз» стали фактически выполнять функции её аппарата. В 1997 году её включили в состав правления созданного мэрией по предложению Костиной «Фонда поддержки региональных инициатив». В том же году Лужков выделил БОС «Союз» более 700 млн рублей на подготовку информационно — справочных материалов.
Связями с общественностью в то время помимо Костиной занимались и штатные сотрудники мэрии — руководитель пресс-центра Сергей Цой и глава комитета по телекоммуникациям и СМИ Анатолий Лысенко. В апреле 1998 года Лужков создал новое подразделение — управление по связям с общественностью и назначил его руководителем Ольгу Костину. Новое управление должно было формировать идеологию и координировать работу всех структур мэрии, занимающихся имиджевой и информационной политикой и, по словам Костиной, «в перспективе избавить Лужкова от его нелепого однобокого имиджа прораба всесоюзной стройки с неизменным табуном соратников за спиной». Однако процесс формирования управления затянулся, соответствующие документы несколько раз возвращались мэром на доработку, а после появления осенью 1998 года в команде Лужкова Сергея Ястржембского, и вовсе были отозваны; тогда же стало известно, что Ястржембский будет курировать все пиар-структуры в московском правительстве, включая управление по связям с общественностью. По словам Костиной, её назначение руководителем управления «в окружении Лужкова многим не нравилось»; серьёзные конфликты у неё возникали с Цоем и Лысенко.
Пресса связывала появление Костиной в мэрии с началом предвыборной кампании Лужкова; отмечалось также, что в подготовке этой кампании был активно задействован и её муж Константин, а компания Костиных «Союз» участвовала в борьбе за бюджеты на пиар-поддержку формируемого Лужковым движения «Отечество». Также Костины выступили инициаторами создания в Москве единого пиар-центра под эгидой АФК «Система», претендующего на весь предвыборный бюджет Лужкова, что отсекало от финансирования других крупных игроков рекламного рынка.
В конце ноября 1998 года возле квартиры родителей Костиной произошёл взрыв, в результате которого никто не пострадал. В январе 1999 года она уволилась из мэрии по собственному желанию. В ноябре 1999 года Костина стала директором специальных программ БОС «Союз». В 2000-х годах также упоминалось, что Ольга Костина вместе с мужем занималась политическими и избирательными технологиями. Политик Эдуард Лимонов называл в это время БОС «Союз» самым «циничным и самым прокремлёвским» пиар-агентством; саму Костину НБП обвиняло в организации движения «НБП без Лимонова».
Костина указывала, что в 2000—2002 годах она входила в Консультативный совет при ФСБ России; в прессе также упоминалась её работа в качестве советника директора ФСБ Николая Патрушева. Однако, по словам бывшего заместителя председателя Консультативного совета ФСБ Михаила Головатова, этот совет официально перестал существовать в 2001 году. Алексей Кондауров ставит под сомнение и факт её сотрудничества с директором ФСБ: «С определенного момента она всем начала рассказывать, что она сотрудничает с ФСБ, всем говорила, что она консультант самого Патрушева.<…> свою роль она очень сильно преувеличивает. У неё были какие-то отношения с начальником московского управления ФСБ Захаровым, но потом и он перестал с ней общаться».

### Общественная деятельность
В декабре 2005 года Ольга Костина, сенатор Алексей Александров и руководитель театра «Модернъ» Светлана Врагова создали межрегиональную правозащитную общественную организацию «Сопротивление»; Костина стала председателем правления «Сопротивления». Основным проектом организации (на сайте именуется «движением») является оказание юридической и психологической помощи потерпевшим и свидетелям преступлений. Сама Костина позиционирует себя как правозащитник и специалист по отстаиванию прав потерпевших, а причину создания организации называет «бытовой»: «среди учредителей двое потерпевших, один — юрист. Столкнувшись с ситуацией на собственном опыте, мы поняли: положение надо срочно менять».
В течение ряда лет возглавляемая Костиной организация получала государственное финансирование на собственное содержание и являлась одним из основных операторов по распределению многомиллионных грантов на поддержку некоммерческих организаций (НКО); отмечалось, что в это же время её муж Константин являлся заместителем начальника управления внутренней политики администрации президента России. Как писала «Новая газета», часть распределяемых «Сопротивлением» средств досталась специально созданным организациям. Ряд СМИ и правозащитников критиковали созданную Костиной организацию, называя её «псведоправозащитной» и «ГОНГО», а саму Костину — «прокремлёвским», «пропрезидентским» и «фиктивным» правозащитником. Ольга Костина считает, что подобные обвинения — это «цеховое шельмование, приклеивание ярлыков конкурентам. В декларации о создании мы однозначно заявляем, что это частная, гражданская инициатива». По словам Костиной, «Сопротивление» — принципиально новая сила в правозащитном движении России, созданная в противовес ставшим «не актуальными» Московской хельсинкской группе и Фонду защиты гласности. В 2013 году «Сопротивление» перестало распределять государственные гранты, однако продолжило участвовать в системе как заявитель на их получение.
Занимаясь общественной деятельностью, вплоть до 2008 года Костина оставалась директором специальных проектов БОС «Союз»; в прессе и официальных документах её нередко именовали политконсультантом и политтехнологом. Сама Костина называла политическое консультирование своей профессией.
С 2008 года Ольга Костина является членом Общественной палаты Российской Федерации; по состоянию на 2013 год входит в Совет палаты, возглавляет межкомиссионную рабочую группу по общественному контролю за реализацией семейной политики, является заместителем председателя комиссии по проблемам безопасности граждан и взаимодействию с системой судебно-правоохранительных органов и членом комиссии по образованию. Также Костина входит в президиум Общественного совета Центрального федерального округа. С 2008 года возглавляет созданную после российско-грузинской войны общественную комиссию по расследованию военных преступлений в Южной Осетии и помощи пострадавшему гражданскому населению.
В течение ряда лет Костина является членом общественных советов разных правоохранительных органов: при МВД России; при московском главном управлении МВД (в 2011—2013 годах — председатель совета); при Федеральной службе судебных приставов; при Следственном комитете; при Мосгорсуде. В 2008 году она также была включена в состав координационного центра МВД России по вопросам деятельности общественных советов.
Ольга Костина не состоит в политических партиях, однако входит в состав комиссии президиума генерального «Единой России» по работе со средами и общественными организациями. В феврале 2012 года Костина стала доверенным лицом кандидата в президенты РФ и действующего премьер-министра Владимира Путина. В июле того же года стала членом совета директоров компании «Транснефть». Входит в «кадровый резерв» Президента России.

## Костина и дело Юкоса

### Событие и первоначальные версии
Около двух часов ночи 28 ноября 1998 года на лестничной площадке жилого дома, перед дверью в тамбур на две квартиры, в одной из которых жили родители Костиной, сработало самодельное взрывное устройство. Взрыв повредил плиту перекрытия площадки, дверь в тамбур и остекление подъезда; никто из людей не пострадал. Костина жила в другой квартире в том же подъезде и о взрыве узнала только утром, от матери.
Первоначально Костина связывала взрыв со своей работой в мэрии. Следствие рассматривало такую же версию и считало, что у преступников не было цели кого-то убить, учитывая что взрыв был произведён глубокой ночью. Пресса полагала, что преступление носило предупредительный характер и было вызвано переделом сфер влияния на столичном рекламном рынке. Газета «Коммерсантъ» назвала ряд компаний, интересы которых ущемлялись создаваемым Костиными единым пиар-центром, а к недоброжелателям Ольги Костиной отнесла Цоя и Лысенко. Лужков, по словам Костиной, обиделся на статью в «Коммерсанте» — «единственный материал, где было точно описано случившееся. Там-де были грязные намёки на его родного пресс-секретаря, честного и ранимого человека»; после публикации она была вынуждена уволиться из мэрии.
В апреле 1999 года в Тамбове задержали банду Коровникова, на счету которой был ряд тяжких преступлений. На допросе Коровников сознался, что в 1998 году ему заказали провести в отношении Костиной акцию устрашения. Сначала преступники задумали её избить, но не смогли застать одну. Тогда Коровников изготовил взрывное устройство и подложил его под дверь тамбура у квартиры её родителей. Заказчик взрыва установлен не был; сама Костина в 1999 году говорила, что не знает, кто заказал это преступление. В 2000 году суд приговорил преступников к длительным срокам заключения, а Коровникова — к пожизненному заключению; по эпизоду со взрывом в Москве суд признал их виновными в изготовлении взрывного устройства и причинении ущерба чужому имуществу, подчеркнув, что, учитывая ночное время, место закладки и малую мощность заряда, преступники физически не могли покушаться на чью-либо жизнь.

### Обвинение Пичугина
Весной 2003 года осуждённый Коровников был этапирован из колонии в Москву, где дал новые показания по делу о взрыве 1998 года. Он вспомнил, что заказчиком преступления был житель Тамбова Сергей Горин; однако допросить его следствие не смогло, так как в ноябре 2002 года супруги Горины пропали без вести. В июне 2003 года по подозрению в организации покушения на Костину и убийства Гориных был задержан знакомый Гориных, сотрудник службы безопасности ЮКОСа Алексей Пичугин. Тогда же дело о взрыве в подъезде дома родителей Костиной было возобновлено и переквалифицировано на покушение на убийство Ольги Костиной. Пресса отмечала, что возобновление дела о взрыве 1998 года было связано с началом преследования менеджеров и собственников компании ЮКОС.
После ареста Пичугина Костина заявила, что ещё весной 1999 года следователи сообщили ей, что следы преступления ведут в «Менатеп», однако, по её словам, у Пичугина не было личных мотивов в совершении покушения. По версии следствия, Пичугин решил организовать убийство Костиной, так как та, уйдя после ссоры с Невзлиным из «Менатепа», пыталась запустить программу региональных взаимоотношений мэрии Москвы, которая могла нанести ущерб интересам ЮКОСа. Для исполнения замысла Пичугин обратился к своему знакомому Горину, а тот, в свою очередь, к банде Коровникова, которая и совершила взрыв. После того, как Горин начал шантажировать Пичугина, последний, по версии следствия, организовал его похищение и убийство. Обвинения Пичугина основывались главным образом на показаниях Костиной и осуждённого пожизненно Коровникова. Отец Костиной, Николай Чистенков, придерживался в суде первоначальной версии, по которой причины инцидента следует искать в конфликте дочери с мэрией.
6 марта 2005 года Московский городской суд вынес обвинительный приговор в отношении Пичугина. Суд признал его виновным в совершении преступления, предусмотренного частью 3 статьи 33, пунктами «в», «ж» части 2 статьи 105 Уголовного кодекса Российской Федерации и назначил наказание в виде лишения свободы на срок 20 лет, определив к отбыванию исправительную колонию строгого режима; по эпизоду с покушением на Костину Пичугин получил 12 лет лишения свободы. В июле того же года Судебная коллегия по уголовным делам Верховного Суда России определила: оставить приговор без изменения, а жалобу — без удовлетворения. В 2012 году Европейский суд по правам человека принял решение о нарушении в ходе судебного процесса над Пичугиным положений Европейской конвенции по правам человека, в частности, права на справедливое судебное разбирательство.

### Обвинение Невзлина
Ещё во время суда над Пичугиным Костина фактически обвинила в организации покушения на себя Леонида Невзлина, рассказав суду, как тот всячески преследовал её и её супруга Константина; по её словам, у Невзлина к этому были сугубо личные мотивы.
В 2004 году прокуратура заочно предъявила Невзлину обвинение в организации ряда убийств и покушений, включая покушение на Костину. Как и в деле Пичугина, обвинения Невзлина прокуратура построила на показаниях пожизненно осуждённого Коровникова, который спустя несколько лет вспомнил, что Горин показывал ему фотографию Невзлина и называл его главным заказчиком убийства Костиной. В показаниях Ольги и Константина Костиных возникали противоречия, в связи с чем адвокаты ходатайствовали о вызове в суд сотрудников мэрии, в том числе Лужкова и Валерия Шанцева; однако защите в этом было отказано.
Пресса отмечала неоднократное изменение Костиной своей позиции относительно причин взрыва; со временем в её рассказах появлялись всё новые подробности. Так, в 2006 году она рассказала, что после увольнения из «Менатепа» Невзлин её постоянно преследовал, а Константин Костин сразу же после взрыва сказал ей, что это «Невзлина рук дело». В 2010 году Костина заявила, что перед взрывом она получала угрозы. По мнению депутата Госдумы Алексея Мельникова, эволюция версий Костиной связана с политическим заказом, целью которого вначале был Лужков, а затем — менеджеры компании ЮКОС.
В 2008 году суд заочно приговорил Невзлина к пожизненному сроку заключения за организацию убийств и покушений на убийства, в том числе на Ольгу Костину; в 2009 года Верховный суд признал приговор законным. Как и Пичугин, Невзлин отвергает все выдвинутые против него обвинения, утверждая, что дело имеет политическую подоплёку.

### Связь с делом Костиной Михаила Ходорковского
В 2011 году Андрей Караулов снял фильм «Ходорковский. Труб(п)ы», в котором обвинил Михаила Ходорковского в организации убийств и покушений, в том числе на Ольгу Костину. Фильм был размещён на портале «Правда.Ру», который, по информации газеты «Коммерсантъ», курировал от администрации президента Константин Костин. Политолог Станислав Белковский утверждает, что «Правда.Ру» принадлежит супругам Костиным; по его мнению, заказчиками фильма «были Костины и силы, близкие к первому замглавы администрации президента Владиславу Суркову». Караулов сообщил, что не знал о связях Костиных и «Правда.Ру»; Костин также отрицал, что имеет отношение к этому интернет-ресурсу.
Мнение Костиной о роли Ходорковского в деле о взрыве у квартиры своих родителей менялось. Так, в 2004 году она говорила, что «Ходорковский не имел ко всему этому прямого отношения — из-за занятости»; в 2013 году она заявила, что Ходорковский не мог не знать о делах службы безопасности.

## Критика
Деятельность возглавляемой Костиной организации «Сопротивление» неоднократно подвергалась откровенному сомнению и критике, а Костина в СМИ называлась «прокремлёвским», «пропрезидентским» и «фиктивным» правозащитником.
Наталья Точильникова так отзывается о деятельности организации и самой Костиной:

Никаких упоминаний о конкретной помощи жертвам, зато обилие семинаров, консультаций, конференций и статистики звонков на горячую линию. И замечательный манифест о неправильных «правозащитниках», которые защищают преступников и мошенников (читай ЮКОС), и правильных, подлинных и единственно верных правозащитниках движения «Сопротивление». Имитационная демократия стремится имитировать все, в том числе и гражданское общество. Отсюда и многочисленные новые «правозащитные» организации, живущие на средства из госбюджета, и не противопоставляющие себя государству, не защищающие его жертв, а подменяющие и дополняющие государственные органы, например следствие и суд, которые собственно и обязаны защищать нас от преступности. И независимо от того, является ли их деятельность чистым пиаром, методом перекачивания денег из государственного кармана в частные или действительно чем-то конкретным и даже полезным, гражданским обществом они быть не могут, поскольку являются зависимыми от государства институтами. Итак, что же сказала суду «истинная правозащитница» Костина, не чета какой-нибудь там Алексеевой или потенциальному уголовнику Льву Пономареву, обвиненному в клевете на нашу «самую гуманную в мире» пенитенциарную систему?
Владимир Соловьев подверг критике Ольгу Костину, та же обвинила его в искажении своих слов.
Известен также ряд резонансных конфликтов с участием Костиной, в ходе которых её позиция вызывала и критику, и поддержку:
- В 2009 году президентский совет по развитию гражданского общества и правам человека во главе с Эллой Памфиловой выступил с заявлением, в котором осудил организованную активистами движения «Наши» кампанию травли Александра Подрабинека, назвав при этом «оскорбительными» заявления журналиста в статье «Как антисоветчик антисоветчику»[119]. После этого Костина сделала ряд резких высказываний в адрес совета и лично Памфиловой, назвав само заявление «подложным», а поведение Памфиловой — «убогим», «суетливым» и «безобразно странным»[120]. Члены совета выразили намерение подать коллективный иск о защите чести, достоинства и репутации к Ольге Костиной, так как та, по словам Памфиловой, стала «первоисточником оскорбительной и недостоверной информации», растиражированной рядом прокремлёвских СМИ[8][121]. Костина заявила о готовности к разбирательству и намерении предъявить в суде доказательства своим утверждениям[8]. В 2010 году суд вынес решение об отказе в иске, посчитав, что сказанное Костиной является её оценочным суждением[122]. Политолог Дмитрий Орешкин полагает, что Костина, пользуясь своими связями в администрации президента, вынудила Памфилову уйти в 2010 году с поста председателя совета[123].
- В 2013 году Алексей Навальный опубликовал в своём блоге пост, в котором предположил, что за распространением информации о якобы принадлежавшей ему в Черногории фирме стоят Костины. Ольга Костина пообещала рассмотреть вопрос обращения по поводу этой публикации в суд[124]; её муж от имени супругов также заявил о возможности подачи иска к Навальному[125]. Позднее Костина заявила, что в суд на Навального подавать не будет[126].

## Личная жизнь
Ольга Костина — супруга бывшего начальника управления по внутренней политике администрации президента России, политтехнолога Константина Костина, в настоящее время возглавляющего Фонд развития гражданского общества. Отмечалось, что деятельность супругов всегда была тесно связана. Ольга и Константин Костины воспитывают дочь Екатерину.
Вместе с супругом Костиной принадлежат 3 земельных участка, 3 квартиры, жилой дом и 2 легковых автомобиля.

### Сноски
1. ↑  В прессе отмечалось, что «частный банк с государственным менталитетом» — программа не Менатепа, а ОНЭКСИМ-банка, а авторство фразы принадлежит Владимиру Потанину[20][21].
2. ↑  Врагова неоднократно рассказывала, что тоже пострадала от действий ЮКОСа[55][56].
3. ↑  Позднее Костина говорила, что жила тогда в другом доме[24].
4. ↑  По утверждению Костиной, её проекты в мэрии никак не пересекались с ЮКОСом или «Менатепом»[100].
5. ↑  Позднее по другим эпизодам суд увеличил срок Пичугину до 24 лет, а затем приговорил его к пожизненному заключению.
6. ↑  С лета 2003 года Невзлин проживает в Израиле, где получил гражданство.

### Биография
- Костина Ольга Николаевна. Коммерсантъ-справочник. Дата обращения: 26 сентября 2013. Архивировано из оригинала 14 октября 2013 года.
- Костина Ольга Николаевна. Биография. Общественная палата Российской Федерации. Дата обращения: 28 сентября 2013.

### Интервью
- Александра Басалаева. Чисто московское покушение. Огонёк, № 35 (ноябрь 1999). — Интервью Ольги Костиной. Дата обращения: 27 сентября 2013. Архивировано из оригинала 14 октября 2013 года.
- Владимир Демченко. Судьба Невзлина зависит от исхода суда над Пичугиным (19 июля 2001). — Интервью Ольги Костиной. Дата обращения: 1 октября 2013.
- Данила Гальперович. Лицом к событию. Глава Общественного совета при ГУВД Москвы, член Общественной палаты России Ольга Костина. Радио «Свобода» (24 июня 2012). — Интервью Ольги Костиной. Дата обращения: 29 сентября 2013.
- Ольга Костина: Путин — опытный, чуткий, самокритичный политик. Единая Россия (27 февраля 2012). Дата обращения: 29 сентября 2013.